# كاثلين كونينغهام
كاثلين كونينغهام (بالإنجليزية: Kathleen McEnery)‏ هي رسامة أمريكية، ولدت في 1888 في بروكلين في الولايات المتحدة، وتوفيت في 1971.